# Harry Lauder
Pour les articles homonymes, voir Lauder.
Sir Henry McLennan Lauder est un artiste et amuseur écossais, né le 4 août 1870 et mort le 26 février 1950. 
Il a été décrit par Winston Churchill comme le « plus grand ambassadeur que l'Ecosse ait jamais eu»

## Enfance
Henry Lauder est né à Portobello, en Écosse dans la maison de son grand-père maternel. 
Son père était John Currie Lauder, descendant des Lauders of The Bass. Sa mère était Isabella Urquhart MacLeod McLennan, née à Arbroath dans une famille de l'île noire. Son père habitait aussi Portobello à l’époque de la naissance d’henry.
John Lauder a déménagé à Newbold (Derbyshire) en 1882 pour prendre un travail de conception de modèles de porcelaine. Il y est rapidement mort d’une pneumonie, et sa veuve Isabella est alors partie habiter à Arbroath avec ses sept enfants (cinq fils et deux filles). 
Elle a voulu qu’Harry poursuive ses études, alors qu’il était courant que les enfants trouvent un emploi à l'âge de 11 ou de 12. Harry a travaillé à temps partiel jusqu'à ce qu'il ait eu 16 ans, pour poursuivre ses études.
Le 19 juin 1891, Harry épouse Ann « Nance » Vallance ; fille d'un directeur de charbonnage à Hamilton (Sud Lanarkshire).

## L’amuseur public

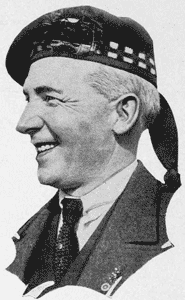
Harry Lauder

Harry Lauder a commencé sa carrière de musique-hall en tant que comédien irlandais. 

Il a voyagé dans le monde durant 40 ans, avec 22 tournées aux États-Unis et plusieurs en Australie, où son frère John avait émigré. 

Il était alors l'interprète le mieux payé au monde (équivalent de £12,700 par nuit plus les dépenses), tout en étant l’interprète britannique ayant vendu le plus de disque (le premier à dépasser le million de disques vendus).
Lauder n’était pas apprécié que des milieux populaires. Il a fait partie des favoris du Roi Edouard VII et fut un ami de Sir Thomas Lipton, le fameux négociant en thés.
Quand la Première Guerre mondiale a éclaté, Lauder était à Melbourne en train de faire une tournée en Australie. Durant la guerre, il a rassemblé de l’argent pour les œuvres de charité de guerre. Il a continué ses tournées y compris pour le recrutement en 1915, et ensuite près du front pour amuser les soldats, en France.
Son fils, John né en 1891 a été tué au combat en 1916 à Pozières, le lendemain de Noël, alors qu’il était capitaine au 8th Highlanders d'Argyll et de Sutherland. Harry a écrit sa chanson Keep Right on to the End of the Road en mémoire de son fils enterré en France à Ovillers-la-Boisselle.
Pour les services qu’il a rendu durant la guerre, Lauder a été adoubé en janvier 1919.

## Œuvres

### Musique
Harry a écrit la plupart de ses chansons lui-même, dont parmi les plus connues ;
- Roamin' in the Gloamin',
- I Love a Lassie,
- A Wee Deoch-an-Doris,
- Keep Right on to the End of the Road,

### Filmographie
Il a joué dans 3 films britanniques ; 
- 1928 : Huntingtower,
- 1929 : Auld Lang Syne,
- 1936 : The End of the Road.

### Littérature
Il a écrit divers livres, parfois plusieurs fois réédités, dont :
- Harry Lauder at Home and on Tour (1912),
- A Minstrel in France (1918),
- Between You and Me (1919),
- Roamin’ in the Gloamin’ (1928 autobiography),
- My Best Scotch Stories (1929),
- Wee Drappies (1931),
- Ticklin’ Talks (1932).

## Années postérieures
Son épouse Anne est morte le 31 juillet 1927. Elle est enterrée à côté du mémorial de son fils. Harry a été très affecté par sa mort. Sa nièce, Margaret « Greta » Lauder (1900-1966), viendra habiter dans son manoir ( « Laudervale ») après la mort d'Anne. Elle deviendra sa compagne pour les années restantes.
Il a annoncé sa retraite en 1935, mais il a encore amusé des troupes lors de la seconde Guerre mondiale, et en dépit de son âge, animé des émissions de radio sans fil, avec l'orchestre symphonique écossais de la BBC. 
Il est encore apparu quelques fois après que la guerre, avant de finir sa vie dans sa maison Strathaven, où il est mort en février 1950.
Son enterrement a été largement suivi. Il a été inhumé avec sa mère et son frère George à Bent Cemetery, Hamilton.

## Après la mort
Sa famille a vécu au Lauder Hall jusqu'aux années 1960 avant que les droits de succession ne les oblige à vendre. 
Sir Harry Lauder est encore cité aujourd'hui par de nombreux programmes scolaires, les autorités écossaises d'éducation encouragent notamment à apprendre certaines danses écossaises sur certains de ses airs.
Le contournement (A199) de Portobello a été nommé « Sir Harry Lauder Road » en son honneur. Un jardin mémorial lui est consacré à Portobello.	